# Myzomela boiei
El mielero de las Banda (Myzomela boiei) es una especie de ave paseriforme de la familia Meliphagidae endémica del sudeste de Indonesia.

## Distribución geográfica ysubespecies
A pesar de su nombre esta especie se encuentra además de en las islas de Banda en las islas Tanimbar y Babar, en el sudeste del archipiélago de las Molucas.
- M. boiei annabellae - islas Tanimbar y Babar
- M. boiei boiei - islas de Banda